# Erik Seidel
Erik Seidel (Nova Iorque, Nova Iorque, 6 de novembro de 1959) é um jogador profissional de pôquer estadunidense. Seidel tem oito braceletes da World Series of Poker (WSOP) e atualmente é patrocinado pelo site de pôquer Full Tilt Poker.
Em 2010, Seidel foi indicado ao Hall Of Fame da WSOP. Seus oito braceletes ao longo de 16 anos de carreira fizeram com que se tornasse o 1º membro do Full Tilt Team a conseguir tal façanha.

## Braceletes
| Ano  | Torneio                                                                 | Prêmio (US$) |
| ---- | ----------------------------------------------------------------------- | ------------ |
| 1992 | $2,500 Limit Hold'em                                                    | $168,000     |
| 1993 | $2,500 Omaha 8 or better                                                | $94,000      |
| 1994 | $5,000 Limit Hold'em                                                    | $210,000     |
| 1998 | $5,000 Deuce to Seven Draw                                              | $132,700     |
| 2001 | $3,000 No Limit Hold'em                                                 | $411,300     |
| 2003 | $1,500 Pot Limit Omaha                                                  | $146,100     |
| 2005 | $2,000 No Limit Hold'em                                                 | $611,795     |
| 2007 | $5,000 World Championship No-Limit Deuce to Seven Draw Lowball w/rebuys | $538,835     |